# Saccopharynx lavenbergi
Saccopharynx lavenbergi és el nom científic d'una espècie de peix abisal pertanyent al gènere Saccopharynx. És una espècie batipelàgica que habita entre 2000 i 3000 m de profunditat en la zona centre i aquest de l'oceà Pacífic.
Posseeix la característica que la seva boca pot dilatar-se enormement per a empassar la pesca.